# Synagoga Mojżesza Rormana w Łodzi
Synagoga Mojżesza Rormana w Łodzi – prywatny dom modlitwy znajdujący się w Łodzi, przy ulicy Aleksandryjskiej 8.
Synagoga została zbudowana w 1897 roku z inicjatywy Mojżesza Rormana. Została przeniesiona z lokalu znajdującego się na Starym Rynku. Podczas II wojny światowej hitlerowcy zdewastowali synagogę.